# Elite Ice Hockey League 2015/16
Die Saison 2015/16 war die 13. Spielzeit der Elite Ice Hockey League, der höchsten britischen Eishockeyspielklasse. Erster der regulären Saison und damit britischer Meister wurden wie im Vorjahr die Sheffield Steelers, die jedoch im Viertelfinale dem Hauptrundenachten und Vorjahresplayoffsieger Coventry Blaze unterlagen. Die Playoffs gewannen die Nottingham Panthers durch einen 2:0-Finalsieg gegen das Team aus Coventry.

## Modus
In der regulären Saison absolvierte jede der zehn Mannschaften insgesamt 52 Spiele. Der Erstplatzierte wurde Britischer Meister. Die acht bestplatzierten Mannschaften qualifizierten sich für die Playoffs, in denen der Playoff-Sieger ausgespielt wurde. Für einen Sieg nach regulärer Spielzeit und nach Overtime erhielt jede Mannschaft zwei Punkte, für eine Niederlage nach Overtime bzw. Shootout einen Punkt und für eine Niederlage nach der regulären Spielzeit null Punkte.

## Reguläre Saison

### Tabelle
| Platz | Mannschaft          | Spiele | S  | NO | NOP | N  | Tore | Punkte |
| ----- | ------------------- | ------ | -- | -- | --- | -- | ---- | ------ |
| 1.    | Sheffield Steelers  | 52     | 34 | 0  | 4   | 14 | :    | 72     |
| 2.    | Cardiff Devils      | 52     | 33 | 3  | 1   | 15 | :    | 70     |
| 3.    | Braehead Clan       | 52     | 30 | 4  | 3   | 16 | :    | 67     |
| 4.    | Belfast Giants      | 52     | 31 | 2  | 2   | 17 | :    | 66     |
| 5.    | Nottingham Panthers | 52     | 30 | 1  | 1   | 20 | :    | 62     |
| 6.    | Fife Flyers         | 52     | 26 | 2  | 1   | 23 | :    | 55     |
| 7     | Dundee Stars        | 52     | 22 | 7  | 4   | 19 | :    | 55     |
| 8.    | Coventry Blaze      | 52     | 24 | 2  | 1   | 25 | :    | 51     |
| 9.    | Manchester Storm    | 52     | 20 | 1  | 3   | 28 | :    | 44     |
| 10.   | Edinburgh Capitals  | 52     | 10 | 3  | 2   | 37 | :    | 25     |

Sp = Spiele, S = Siege, N = Niederlagen, NO = Niederlage nach Overtime, NOP = Niederlage nach Overtime und Penalty

## Playoffs

### Halbfinale
|  | Coventry Blaze C. Bruton (2:28) B. Robinson (9:54) C. Tanaka (10:04) C. Bruton (16:44) J. Godfrey (28:56) C. Bruton (52:39) | 6:2 | Cardiff Devils G. Fournier (58:21) J. Haddad (59:20) |  |

|  | Fife Flyers R. Dingle (48:48) | 1:4 | Nottingham Panthers D. Clarke (30:48) L. MacMillan (31:50) B. Moran (46:58) E. Mosey (54:46) |  |

### Spiel um Platz 3
|  | Fife Flyers | 0:6 | Cardiff Devils L. Piggott (12:13) R. Russell (14:50) C. Jones (15:52) J. Morissette (26:12) L. Piggott (30:33) C. Kones (56:15) |  |

### Finale
| 3. April 2016 16:20 Uhr | Coventry Blaze | 0:2 (0:1, 0:0, 0:1) Spielbericht | Nottingham Panthers S. Schultz (14:53) K. Quick (53:07) | National Ice Centre, Nottingham Zuschauer: 7.122 |